# Битва при Гхагре
Битва при Гхагре (Гхагхаре, Гогре) — произошла 6 мая 1529 года. Она была крупной битвой за завоевание Индии Империей Великих Моголов. Битва при Гхагре последовала за первой битвой при Панипате в 1526 году и битвой при Кхануа в 1527 году. В этом сражении к силам Бабура из зарождающейся Империи Великих Моголов присоединились индийские союзники, выступившие против восточно-афганских конфедератов под командованием султана Махмуда Лоди и бенгальского султаната под командованием султана Нусрат-шаха.

## Фон
Султан Махмуд Лоди, претендовавший на делийский престол и объявленный законным наследником Делийского султаната западно-афганскими конфедератами и при поддержке раджпутских конфедератов, был обращен в бегство после поражения в битве при Кхануа в 1527 году. Он укрылся в Гуджарате. После попытки связаться со своими родственниками на востоке ему удалось присоединиться к ним. Он во главе восточно-афганских конфедератов занял Бихар. Когда султан Мухаммад Шах Лохани, афганский губернатор Бихара из новой династии, умер через некоторое время после экспедиции Бабура в Чандери, ему наследовал его сын Султан Джалал уд-Дин Лохани, несовершеннолетний, и главное управление делами по крайней мере в Бихаре затем перешли к матери этого принца Дуду и к Фарид-хану, более известному как Шер-шах Сури, который уже добился признания. В Бихаре началась борьба за власть среди знати афганского племени лохани, связанной с молодым правителем, Бабаном и Баязидом, чье влияние было очень обширным, Шер-шахом Сури и другими вождями, и что эти фракции усугубили последствия поражений, которое афганцы, потерпели в предыдущих кампаниях от армий Бабура, в конце концов убедили молодого принца укрыться на территории Бенгальского султаната.
При таком положении вещей афганцы Джаунпура, да и всей Индии в целом, чтобы предотвратить полный крах своих дел и объединить все интересы, насколько это было возможно, решили призвать султана Махмуда Лоди, который уже при поддержке Раны Санги, предпринял попытку взойти на султанский престол в Дели. Потерпев поражение в этой попытке, он удалился в Гуджарат. После этого он отправился в Панну в Бунделкханде, где остался ждать благоприятного изменения дел и теперь принял приглашение взойти на трон правителей Бихара и Джаунпура. К нему быстро присоединились его соотечественники со всех сторон, и, кажется, он беспрепятственно завладел почти всем Бихаром. Что больше всего удивляет, так это секретность и успех, с которыми, по-видимому, велись столь обширные интриги и движения, что, возможно, объясняется глубоким интересом, который каждый афганец испытывал к национальному успеху, и верностью, которую соплеменники проявляют к своим вождям и к друг другу.
На следующий день после получения этой новости Бабур вернулся в Агру, где сказал своему совету, что немедленно примет на себя командование восточной армией. Взяв с собой подручные войска, он выступил 2 февраля 1529 года и, перейдя Доаб, 27 февраля 1529 года достиг правого берега Ганга у Дакдаки. Здесь его встретил его старший сын и наследник Хумаюн, младший сын Аскари-мирза и несколько военачальников, пришедших с другой стороны. Он договорился с ними, что пока его армия идет по правому берегу реки, их армия должна идти по левому и всегда располагаться лагерем против его.
Информация, которую он получил здесь, была мало удовлетворительной. Он обнаружил, что афганцы, которые изо всех сил старались восстановить свое военное и политическое господство, собрались вокруг султана Махмуда Лоди в количестве 100 000 человек. Султан Махмуд Лоди отправил Бабана и Шейха Баязида с большими силами в Ширвар, а сам с Фатех-ханом Ширвани, министром султана Джалал уд-Дина Лоди и султана Ибрагима Лоди, к которому присоединился Махмуд и который теперь покинул Бабура, своего первого хозяина, держался вдоль берега Ганга в Бихаре и двинулся на Чунар. Шер-шах Сури, которого Бабур отличил знаками своего расположения, дав ему несколько владений и доверив ему командование, присоединился к повстанцам, переправился через Ганг и занял Бенарес, из которого офицеры султана Джалал уд-Дина Шерки, потомка старой првящей династии Бихара, которая держала город под властью Бабура, бежали при его приближении.
Таким образом, в то время было три конкурента за трон Бихара.
- Султан Джалал уд-Дин Шерки, потомок прежней династии, правивших Бихаром до того, как она была завоевана делийским султаном Сикандар-шахом Лоди. Недавно он подчинился Бабуру и искал его защиты. Его претензии несколько устарели, но, казалось, были возрождены в этот период и признаны Бабуром, очевидно, для непосредственной цели.
- Султан Джалал уд-Дин Хан Лохани, отец и дед которого возглавили восстание против султана Ибрагима Лоди. Его поддержали многие афганские дворяне в Бихаре, но в последнее время он был вынужден искать убежища у султана Бенгалии, своего союзника.
- Султан Махмуд Лоди, брат покойного султана Ибрагима Лоди и представитель династии Лоди в Дели, который теперь объединил большую группу афганцев, чтобы поддержать его притязания не только на Бихар, но и на сам Дели.

Бабур, информированный о реальном положении дел, продолжил свой поход вниз по берегам Ганга. Проезжая Карру, он был великолепно принят султаном Джалал уд-Дином Шерки, принцем, чьи притязания он одобрял и которому он даровал номинальное командование дивизией своей армии. Когда он сделал один или два перехода ниже этого города, результаты его деятельности стали очевидны. Он узнал, что султан Махмуд Лоди, недавно подступивший к Чунару и даже предпринявший нападение на него, как только получил достоверную информацию о приближении Бабура, снял осаду и в замешательстве отступил, и что Шер-шах Сури таким же образом покинул Бенарес и снова переправился через реку с такой стремительностью, что при переправе потерял две лодки.
Императорская армия достигла Аллахабада, где сливаются реки Ганг и Джамна, и их потоки 10 марта 1529 года начала переходить последнюю реку в Приаг, откуда Бабур проследовал через Чунар, Бенарес и Гхазипур, спеша напасть на султана Махмуда Лоди, который теперь занял позицию позади реки Сон. В Гхазипуре Махмуд-хан Лохани, влиятельный афганец, пришел и подчинился ему, и, ещё находясь рядом с тем же местом, султан Джалал уд-Дин Хан Лохани, изгнанный принц и все ещё один из претендентов на трон Бихара, Шер-шах Сури, будущий правитель Дели, и другие влиятельные афганцы послали заявить о своем подчинении. В результате чего для борьбы остались только султан Махмуд Лоди и его сторонники.
Теперь Бабур переправился через Кермнас и расположился лагерем за Чоусой и Баксарой в Бихаре. Отправившись оттуда, он обнаружил, что султан Махмуд Лоди, чья армия ежедневно страдала от дезертирства и который лежал недалеко, сопровождаемый только двухтысячным отрядом, удалился при приближении передовой партии императорской армии, которая стала преследовать афганцев и убила несколько его людей. Он также нашел убежище в бенгальской армии, которая пересекла Ганг, вероятно, с намерением сотрудничать с ним. Бабур проследовал в район Ари в Бихаре, лежащий между Гангом и рекой Сон в их слиянии, где он назначил Мухаммада Заман-мирзу новым губернатором Бихара и установил доход, который должен быть выплачен из этой провинции. Император прибыл туда, где река Гхагхара (в некоторых текстах также называемая Гогра) впадает в Ганг с северо-востока и где, по-видимому, на левом берегу этой реки начиналось Бенгальское королевство. Здесь он узнал, что султан Махмуд Лоди находится в бенгальском лагере на стыке двух рек с отрядом афганцев и что, когда он и его последователи хотели вывезти свои семьи и багаж, им не разрешили бенгальцы, вероятно, желая сохранить их в качестве заложников, султан Джалал-уд-Дин Хан Лохани, его соперник, который недавно отправил свое подчинение Бабуру, был таким же образом лишен возможности уйти, вследствие чего он пришел к Бабуру. удары с бенгальцами совершили переход через Ганг в Бихар со своими последователями и были на его марше, чтобы присоединиться к императорской армии. Поэтому император считал, что положение бенгальской армии и поведение её лидеров нарушило их нейтралитет, готовый призвать их к ответу. Нусрат-шах, султан Бенгалии, вернул некоторые из своих потерянных территорий от патанов после распада Делийского султаната.

## Битва
Бабур нашел бенгальскую армию в районе Сарана. Он расположился лагерем недалеко от слияния Ганга и реки Гхагара, чтобы иметь возможность защищать как течение реки Гхагара, так и левый берег Ганга после объединения двух рек. Он также обнаружил, что бенгальские командиры собрали на своей стороне реки около 100—150 судов, с помощью которых они могли одновременно затруднить проход неприятеля и облегчить свой переход. Такую армию Бабур не мог безопасно оставить позади, тем более что войска Бабана и Баязида также укрылись и в силах заняли верхнее течение реки Гхагара. Он действительно был в мире с Бенгалией, но убежище, дававшееся врагу Махмуду Лоди, положение бенгальской армии и двусмысленное поведение её лидеров сделали необходимым, чтобы он имел категорическое заявление о настроении и намерениях бенгальского правительства. Поэтому он отправил своего посла к Нусрат-шаху, султану Бенгалии.
Теперь к Бабуру присоединился султан Джунаид Бирлас из Джаунпура с примерно 20-тысячным войском. Запоздалое прибытие этих войск подвергло их командира временной опале. Не получив удовлетворительного ответа на свои требования, император Бабур решил вынудить врагов за рекой Гхагра оставить свои сильные позиции. Он сделал необходимые приготовления для намеченной атаки. Он сформировал свою армию в шесть дивизий. Четырём из них, состоявшим из армии его сына Аскари-мирзы, которая уже находилась на восточном берегу Ганга, и армии султана Джунаида, которая недавно присоединилась к той же стороне, было приказано быть готовыми пересечь реку Гхагра либо на лодках в Халди, либо вброд ещё выше по этой реке. Две другие дивизии все ещё находились на западном берегу Ганга. Одна из них под личным руководством императора должна была осуществить переправу через эту реку, а затем прикрыть действия тюрков Устад Али Кули, его главного инженера и командира артиллерии, которому было приказано установить батарею на берегу реки Сиру или Гхагра, выше её соединения с Гангом прямо напротив бенгальского лагеря, который он сможет обстрелять, а затем прикрыть проход дивизии Императора, когда она переправится через реку Гхагра, чтобы атаковать врага. Мустафа Руми, другой тюркский инженер, у которого был отряд мушкетеров и артиллерии при поддержке Мухаммада Заман-мирзы и шестой дивизии, должен был открыть канонаду на фланге вражеского лагеря с бихарского берега Ганга ниже слияния рек. Главной части армии, которая была под командованием Аскари-мирзы после перехода через реку Гхагра в Халди, было приказано двинуться на врага, чтобы выманить его из лагеря и побудить его идти вверх по этой реке и, таким отвлечением, занять его до тех пор, пока две дивизии Бабура и Мухаммада Замана под прикрытием огня артиллерии и фитильных ружей не смогли переправиться.
Соответственно, вся могольская армия была приведена в движение. Четыре дивизии Аскари-мирзы двинулись на Халди. Артиллерийские батареи на реке Гхагара и Ганге были выстроены и открыли огонь. Бенгальская армия проявила большую храбрость и оттеснила отряды, чтобы атаковать войска Бабура как выше, так и ниже слияния рек. Наконец, после различных перемещений, Бабур получил известие, что Аскари-мирза совершил переход через реку Гхагра в Халди-Гхате и теперь готов к действию, и что он был подкреплен дезертирством шаха Мухаммада Мааруфа, афганского дворянина самого высокого ранга и влиятельности, который покинул бенгальского султана со своими последователями и теперь присоединился к его лагерю. Поэтому общая атака была назначена на следующее утро, а между тем в реке между судами завязался бой.
Утром 6 мая 1529 года, как только стало известно, что армия Аскари-мирзы находится в движении, бенгальские войска двинулись ему навстречу, после чего Бабур приказал своей дивизии и дивизии Мухаммада Заман-мирзы без промедления переправиться. Это было воспринято мужественно, хотя и не без резкого сопротивления. Войска переправлялись кто на лодках, кто вплавь, кто на камышах. При высадке их встретили бенгальцы с равной храбростью, но они держались вместе, строились и совершали неоднократные энергичные атаки. По мере того как Аскари-мирза продвигался на северо-запад к врагу, бенгальская армия, оказавшись окруженной и оттесненной с трех сторон, наконец в замешательстве покинула поле боя.

## Последствия
Эта победа была решающей по своим последствиям. Многие афганцы, которые до сих пор были непокорны, потеряв всякую надежду на восстановление своей власти в Северной Индии, подчинились, и Султан Джалал уд-Дин Хан Лохани, губернатор Бихара, чей побег из бенгальского лагеря был упомянут, прибыл со многими своих главных амиров и признал верховную власть Бабура. Другие вожди, подражая их примеру, ходатайствовали о приеме на службу к могольскому императору. 7000-8000 лоханских афганцев уже присоединились к нему и теперь были получили награды и пожалования. Вражда между афганскими племенами лохани и лоди в восточных провинциях была фатальной для национальных интересов афганцев. Что касается султана Бенгалии Нусрат-шаха, то он поспешно принял мирные предложения, ранее сообщенные ему через посланника, посланного Бабуром перед битвой.
Это будет последнее крупное сражение Бабура. Он продолжал укреплять свою власть и создавать административную инфраструктуру в своей новой империи, раздавая джагиры (поместья) верной знати и союзникам. Он умер в возрасте 47 лет 26 декабря 1530 года от неизвестной болезни, и ему наследовал его старший сын Хумаюн.